# Salmo 20
El salmo 20  es, según la numeración hebrea, el vigésimo salmo del Libro de los salmos de la Biblia. Corresponde al salmo 19 según la numeración de la Biblia Septuaginta griega, empleada también en la Vulgata latina. Por este motivo, recogiendo la doble numeración, a este salmo también se le refiere como el salmo 20 (19).
Se atribuye internamente al rey David. En la serie Comentario crítico internacional, Charles Augustus Briggs y Emilie Grace Briggs sugieren que fue escrita durante el reinado de Josafat de Judá.
Interpretación católica
Oración por el rey

## Estructura y tema del salmo
El Salmo 20 tiene dos partes. El primero es una enumeración de deseos cargada de una tensión dramática. Es abordado por la comunidad, que se revela en el versículo 6. Luego comienza la segunda parte, llena de confianza en Dios. Aprendemos que los deseos se aplican a una persona que se llama el ungido y el rey. Este mesías liderará una lucha contra un poderoso enemigo, que posee carros y caballos. Lo usa toda la comunidad que lo invoca.

## Esquema
Una posible estructura se ve así:
1. Versículos 1-6: Oración por el Rey: buenos deseos.[4]
2. Versículos 7-10: Certezas en estilo profético: proclamando un oráculo divino.[5]

## Temas

### Nombres teología
Hermann Gunkel enfatiza el papel del nombre de Dios en el Antiguo Testamento en su comentario del Libro de los salmos. Por último, el salmista no habla directamente de la deidad, pero el nombre de la deidad (versículos 2, 6 y 8). La atribución adquiere un papel especial en el Antiguo Testamento: al pronunciar el nombre YHWH levantas las manos para orar y lo llamas (cf. también Sal 63.5 UE y Sal 116.17  UE ), comienza la bendición, la oración y el himno : el nombre de Dios sabe muy bien "tener religión".

### Revisión de las víctimas
Junto con el Salmo 66, el Salmo tiene una evaluación positiva constante de las víctimas materiales (versículo 4), a diferencia, por ejemplo, del Salmo 51 sin una tendencia crítica.

## Texto
La siguiente tabla muestra el texto en hebreo del Salmo con vocales, junto con el texto en griego koiné de la Septuaginta  y la traducción al español de la. Téngase en cuenta que el significado puede diferir ligeramente entre estas versiones, ya que la Septuaginta y el Texto masorético provienen de diferentes tradiciones textuales.  Ambas traducciones son de dominio público. En la Septuaginta, este salmo se numera como Salmo 19.
| #      | Hebreo                                                            | Español | Griego |
| ------ | ----------------------------------------------------------------- | --- | --- |
| [ 11 ] | לַמְנַצֵּ֗חַ מִזְמ֥וֹר לְדָוִֽד׃                                                 | (Al músico principal, Un salmo de David.)                                                                                               | Εἰς τὸ τέλος· ψαλμὸς τῷ Δαυΐδ. -                                                                                                   |
| 1      | יַֽעַנְךָ֣ יְ֭הֹוָה בְּי֣וֹם צָרָ֑ה יְ֝שַׂגֶּבְךָ֗ שֵׁ֤ם ׀ אֱלֹהֵ֬י יַעֲקֹֽב׃                          | Jehová te oiga en el día de la angustia; el nombre del Dios de Jacob te defienda;                                                       | ΕΠΑΚΟΥΣΑΙ σου Κύριος ἐν ἡμέρᾳ θλίψεως, ὑπερασπίσαι σου τὸ ὄνομα τοῦ Θεοῦ ᾿Ιακώβ.                                                   |
| 2      | יִשְׁלַֽח־עֶזְרְךָ֥ מִקֹּ֑דֶשׁ וּ֝מִצִּיּ֗וֹן יִסְעָדֶֽךָּ׃                                      | Envíate ayuda desde el santuario, y fortalécete desde Sión;                                                                             | ἐξαποστείλαι σοι βοήθειαν ἐξ ἁγίου καὶ ἐκ Σιὼν ἀντιλάβοιτό σου.                                                                    |
| 3      | יִזְכֹּ֥ר כׇּל־מִנְחֹתֶ֑ךָ וְעוֹלָתְךָ֖ יְדַשְּׁנֶ֣ה סֶֽלָה׃                                   | Acuérdate de todas tus ofrendas, y acepta tu holocausto; Selah.                                                                         | μνησθείη πάσης θυσίας σου καὶ τὸ ὁλοκαύτωμά σου πιανάτω. (διάψαλμα).                                                               |
| 4      | יִֽתֶּן־לְךָ֥ כִלְבָבֶ֑ךָ וְֽכׇל־עֲצָתְךָ֥ יְמַלֵּֽא׃                                       | Te conceda según tu corazón, y cumpla todo tu consejo.                                                                                  | δῴη σοι Κύριος κατὰ τὴν καρδίαν σου καὶ πᾶσαν τὴν βουλήν σου πληρώσαι.                                                             |
| 5      | נְרַנְּנָ֤ה ׀ בִּ֘ישׁ֤וּעָתֶ֗ךָ וּבְשֵֽׁם־אֱלֹהֵ֥ינוּ נִדְגֹּ֑ל יְמַלֵּ֥א יְ֝הֹוָ֗ה כׇּל־מִשְׁאֲלוֹתֶֽיךָ׃           | Nos alegraremos en tu salvación, y en el nombre de nuestro Dios enarbolaremos nuestros estandartes: Jehová cumpla todas tus peticiones. | ἀγαλλιασόμεθα ἐν τῷ σωτηρίῳ σου καὶ ἐν ὀνόματι Κυρίου Θεοῦ ἡμῶν μεγαλυνθησόμεθα. πληρώσαι Κύριος πάντα τὰ αἰτήματά σου.            |
| 6      | עַתָּ֤ה יָדַ֗עְתִּי כִּ֤י הוֹשִׁ֥יעַ ׀ יְהֹוָ֗ה מְשִׁ֫יח֥וֹ יַ֭עֲנֵהוּ מִשְּׁמֵ֣י קׇדְשׁ֑וֹ בִּ֝גְבֻר֗וֹת יֵ֣שַׁע יְמִינֽוֹ׃ | Ahora sé que Yahveh salva a su ungido; lo escuchará desde su santo cielo con la fuerza salvadora de su diestra.                         | νῦν ἔγνων ὅτι ἔσωσε Κύριος τὸν χριστὸν αὐτοῦ· ἐπακούσεται αὐτοῦ ἐξ οὐρανοῦ ἁγίου αὐτοῦ· ἐν δυναστείαις ἡ σωτηρία τῆς δεξιᾶς αὐτοῦ. |
| 7      | אֵ֣לֶּה בָ֭רֶכֶב וְאֵ֣לֶּה בַסּוּסִ֑ים וַאֲנַ֓חְנוּ ׀ בְּשֵׁם־יְהֹוָ֖ה אֱלֹהֵ֣ינוּ נַזְכִּֽיר׃              | Algunos confían en carros, y otros en caballos; pero nosotros recordaremos el nombre del SEÑOR nuestro Dios.                            | οὗτοι ἐν ἅρμασι καὶ οὗτοι ἐν ἵπποις, ἡμεῖς δὲ ἐν ὀνόματι Κυρίου Θεοῦ ἡμῶν μεγαλυνθησόμεθα.                                         |
| 8      | הֵ֭מָּה כָּרְע֣וּ וְנָפָ֑לוּ וַאֲנַ֥חְנוּ קַּ֝֗מְנוּ וַנִּתְעוֹדָֽד׃                               | Ellos han sido derribados y han caído; pero nosotros hemos resucitado y estamos en pie.                                                 | αὐτοὶ συνεποδίσθησαν καὶ ἔπεσαν, ἡμεῖς δὲ ἀνέστημεν καὶ ἀνωρθώθημεν.                                                               |
| 9      | יְהֹוָ֥ה הוֹשִׁ֑יעָה הַ֝מֶּ֗לֶךְ יַעֲנֵ֥נוּ בְיוֹם־קׇרְאֵֽנוּ׃                                | Salva, Yahveh: que el rey nos oiga cuando clamamos.                                                                                     | Κύριε, σῶσον τὸν βασιλέα, καὶ ἐπάκουσον ἡμῶν, ἐν ᾗ ἂν ἡμέρᾳ ἐπικαλεσώμεθά σε.                                                      |

### Versión de la Biblia Reina-Valera 1960
1 Jehová te oiga en el día de conflicto; El nombre del Dios de Jacob te defienda.
2 Te envíe ayuda desde el santuario, Y desde Sion te sostenga.
3 Haga memoria de todas tus ofrendas, Y acepte tu holocausto. Selah
4 Te dé conforme al deseo de tu corazón, Y cumpla todo tu consejo.
5 Nosotros nos alegraremos en tu salvación, Y alzaremos pendón en el nombre de nuestro Dios; Conceda Jehová todas tus peticiones.
6 Ahora conozco que Jehová salva a su ungido; Lo oirá desde sus santos cielos Con la potencia salvadora de su diestra.
7 Estos confían en carros, y aquéllos en caballos; Mas nosotros del nombre de Jehová nuestro Dios tendremos memoria.
8 Ellos flaquean y caen, Mas nosotros nos levantamos, y estamos en pie.

9 Salva, Jehová; Que el Rey nos oiga en el día que lo invoquemos.

### Versión de la Biblia Reina-Valera 1995
1 Jehová te escuche en el día de conflicto; el nombre del Dios de Jacob te defienda.
2 Te envíe ayuda desde el santuario y desde Sión te sostenga.
3 Traiga a la memoria todas tus ofrendas y acepte tu holocausto. Selah
4 Te dé conforme al deseo de tu corazón y cumpla todos tus planes.
5 Nosotros nos alegraremos en tu salvación y alzaremos bandera en el nombre de nuestro Dios. Conceda Jehová todas tus peticiones.
6 Ahora conozco que Jehová salva a su ungido; lo atenderá desde sus santos cielos con la potencia salvadora de su diestra.
7 Estos confían en carros, y aquellos en caballos; mas nosotros del nombre de Jehová, nuestro Dios, haremos memoria.
8 Ellos flaquean y caen, mas nosotros nos levantamos y resistimos a pie firme.

9 Salva, Jehová; que el Rey nos oiga en el día que lo invoquemos.

### Versión de La Biblia de las Américas
1 Que el Señor te responda en el día de la angustia. Que el nombre del Dios de Jacob te ponga en alto.
2 Que desde el santuario te envíe ayuda, y desde Sión te sostenga.
3 Que se acuerde de todas tus ofrendas, y halle aceptable tu holocausto. 
4 Que te conceda el deseo de tu corazón, y cumpla todos tus anhelos.
5 Nosotros cantaremos con gozo por tu victoria, y en el nombre de nuestro Dios alzaremos bandera. Que el Señor cumpla todas tus peticiones.
6 Ahora sé que el Señor salva a su ungido; le responderá desde su santo cielo, con la potencia salvadora de su diestra.
7 Algunos confían en carros, y otros en caballos; mas nosotros en el nombre del Señor nuestro Dios confiaremos.
8 Ellos se doblegaron y cayeron; pero nosotros nos hemos levantado y nos mantenemos en pie.

9 ¡Salva, oh Señor! Que el Rey nos responda el día que clamemos.

## Comentarios

### Iglesia católica

#### A todo el salmo
En el Salmo 20 se retoman las victorias del rey celebradas en el Salmo 18, las cuales siempre se presentan como fruto de la acción de Dios. Esta vez, sin embargo, el enfoque se amplía: se anima al rey a elevar él mismo su oración al Señor en el Templo, acompañado por el pueblo.
El salmo se estructura en tres partes: inicia con un deseo de bendición y auxilio para alguien distinguido, probablemente el rey (vv. 2-6); luego expresa una firme confianza en que Dios escuchará y actuará (vv. 7-9); y finaliza con una súplica para que el Señor salve al rey y proteja a su pueblo (v. 10). Al igual que otros salmos que mencionan al rey y al "ungido" —término que en griego se traduce como *christós* (cf. Sal 18,51)— este poema lleva al lector cristiano a ver en él una figura que anticipa a Jesucristo. Su victoria sobre el pecado y la muerte se presenta como la respuesta definitiva de Dios al clamor de toda la humanidad.

#### A los versículos 2-6
A lo largo del Salmo 20 se distinguen diversas voces, lo que sugiere un contexto litúrgico en el que se ofrecen sacrificios en el Templo para implorar la victoria antes de una batalla (vv. 3-4). En los versículos 2 al 5, el tono indica que es el sacerdote quien pronuncia una bendición sobre el rey, pidiendo para él la ayuda y el favor de Dios. A esta súplica se suma la voz del pueblo, que expresa su disposición a alabar al Señor si el rey regresa victorioso (v. 6)

#### A los versículos 7-9
En el versículo 7 se pronuncia un oráculo de salvación, probablemente en boca del rey o del sacerdote, que asegura la intervención divina desde el cielo en respuesta a la súplica elevada desde el Templo. A continuación, el pueblo o el ejército reafirma la confianza puesta en el Señor, reconociendo que la victoria alcanzada no se debe a la fuerza militar —carros o caballos—, sino al poder de la oración (vv. 8-9). El contraste entre los que confían en recursos humanos y quienes esperan en Dios queda marcado por el paralelismo antitético de estos versículos.
Este mensaje, releído desde la perspectiva cristiana, inspira una actitud de fe que no se apoya en logros visibles ni en el prestigio mundano, sino en la esperanza firme en Dios. Así lo expresa San Agustín al comentar este salmo: 

Unos ponen su confianza en ser arrastrados por el éxito voluble de los bienes temporales, y otros la ostentan en los deslumbrantes honores, engriéndose con ellos. Pero nosotros nos gozaremos en el nombre del Señor, Dios nuestro: nosotros, afianzando la esperanza en las cosas eternas, sin buscar nuestra gloria, nos alegraremos en el Nombre del Señor.

## Usos litúrgicos

### En el judaísmo
El Salmo 20 es ampliamente utilizado en el judaísmo. Se recita en su totalidad durante la oración diaria, excepto en Sabbat y en ciertos días festivos. Los versículos 2 y 10 son parte del párrafo inicial del tahanoun a lo largo del martes y jueves. El verso 10 es de gran importancia: también se encuentra en el V'hu rachum de la oración de Zemirot y es el verso final de Yehi kivod de zemirot. También se encuentra en la oración uva leztion, se usa para la introducción de maariv y es parte de havdalah. Finalmente, el Salmo 20 se recomienda como una oración en una situación opresiva.

### En la oración judía
Las 70 palabras en este salmo pueden hacer referencia a los 70 años de exilio entre el primer y segundo templos, o como se sugiere en el Zohar, los 70 gritos de dolor asociados con el parto. Se ha insertado en la oración diaria después de la pérdida del segundo templo para simbolizar el sombrío período anterior a la construcción del tercer templo.
Se usa en la oración judía de varias maneras:
- El salmo se recita en su totalidad como parte de la oración diaria (excepto en Sabbat, Festividades judías, Rosh Jodesh, Chol Hamoed, Tisha b'Av, Janucá, Purim, Shushan Purim, los días 14 y 15 de Adar I, y los días antes de Yom Kipur y la Pésaj). En este contexto, se conoce como Lamenatzeiach (la primera palabra del salmo en hebreo), y se recita entre Ashrei y Uva Letziyon hacia el final de Shajarit.[3]
- Los versículos 2 y 10 son parte del primer párrafo del largo Tajanún recitado los lunes y jueves.[19]
- El versículo 10 es el undécimo verso de V'hu Rachum en Pesukei Dezimra, es el verso final de Yehi Kivod  en Pesukei Dezimra, se encuentra en Uva Letzion, es el segundo de dos versos recitados como un introducción en Arvit, y es parte de Havdalah[6][20]
- También se considera apropiado recitar en momentos de estrés, como el trabajo o el parto.[17]

### En el cristianismo

#### Entre los católicos
En la Liturgia de las Horas el Salmo 20 se recita o canta en las Vísperas el martes de la primera semana. Para facilitar la comprensión se le asigna a cada salmo un título en rojo (rúbrica) que no forma parte del salmo. El título del Salmo 20 es Oración por la victoria del Rey.
Lully ha puesto música para este salmo en un gran motete.

## Configuración musical
Este salmo fue musicalizado en 1688 por Michel-Richard de Lalande, como un gran motete (S.36). Lamentablemente, este trabajo se perdió. André Campra también compuso un gran motete de este salmo. Marc-Antoine Charpentier compuso alrededor de 1670 un Exaudiat te Dominus, H 162 para solistas, coro doble, doble orquesta (flautas y cuerdas) y bajo continuo, y alrededor de 1675 siempre en este mismo texto, una oración por el rey H 165 por 3 voz, 2 tops instrumentales y bajo continuo. A principios de la década de 1680, nuevamente compuso un Exaudiat pour le roi a las 4, H180, (H180 a, H 180 b, principios de 1690) para solistas, coro y bajo continuo. Henry Desmarest compuso un gran motete Exaudiat te Dominus.